# Hipporhinus
Hipporhinus är ett släkte av skalbaggar. Hipporhinus ingår i familjen vivlar.

## Dottertaxa tillHipporhinus, i alfabetisk ordning[1]
- Hipporhinus abruptecostatus
- Hipporhinus acanthoderes
- Hipporhinus albicans
- Hipporhinus albicinctus
- Hipporhinus albipes
- Hipporhinus albolineatus
- Hipporhinus albovittis
- Hipporhinus appendiculatus
- Hipporhinus binodis
- Hipporhinus bituberculatus
- Hipporhinus bulbifer
- Hipporhinus caffer
- Hipporhinus callidus
- Hipporhinus calvus
- Hipporhinus capensis
- Hipporhinus capicola
- Hipporhinus capistratus
- Hipporhinus carinirostris
- Hipporhinus clavus
- Hipporhinus condecoratus
- Hipporhinus constrictus
- Hipporhinus contortus
- Hipporhinus cornirostris
- Hipporhinus cornutus
- Hipporhinus corpulentus
- Hipporhinus costatus
- Hipporhinus crispatus
- Hipporhinus curtus
- Hipporhinus delectans
- Hipporhinus dregei
- Hipporhinus duponti
- Hipporhinus eckloni
- Hipporhinus ferus
- Hipporhinus frontalis
- Hipporhinus globifer
- Hipporhinus globulifer
- Hipporhinus granatus
- Hipporhinus granicollis
- Hipporhinus granulatus
- Hipporhinus granulosus
- Hipporhinus gyllenhali
- Hipporhinus herii
- Hipporhinus hottentottus
- Hipporhinus infacetus
- Hipporhinus lacunosus
- Hipporhinus lineolatus
- Hipporhinus longulus
- Hipporhinus maculiventris
- Hipporhinus mamillatus
- Hipporhinus mammillatus
- Hipporhinus misumenus
- Hipporhinus muricatus
- Hipporhinus nigrospinosus
- Hipporhinus nivosus
- Hipporhinus nodulosus
- Hipporhinus notonchus
- Hipporhinus nubilosus
- Hipporhinus obesus
- Hipporhinus partitus
- Hipporhinus pastillarius
- Hipporhinus perfunctorius
- Hipporhinus pillularius
- Hipporhinus pilularius
- Hipporhinus pollinarius
- Hipporhinus porculus
- Hipporhinus punctirostris
- Hipporhinus pygmaeus
- Hipporhinus quadridens
- Hipporhinus quadrilineatus
- Hipporhinus quadrinodis
- Hipporhinus quadrispinosus
- Hipporhinus recurvus
- Hipporhinus rhamphastus
- Hipporhinus rubifer
- Hipporhinus rubrospinosus
- Hipporhinus rugirostris
- Hipporhinus rugulosus
- Hipporhinus scabratus
- Hipporhinus senex
- Hipporhinus seriatus
- Hipporhinus seriegranosus
- Hipporhinus serienodosus
- Hipporhinus seriespinosus
- Hipporhinus setiferus
- Hipporhinus setulosus
- Hipporhinus severus
- Hipporhinus sexvittatus
- Hipporhinus sparrmani
- Hipporhinus spectrum
- Hipporhinus spiculosus
- Hipporhinus spinicollis
- Hipporhinus spinifer
- Hipporhinus squalidus
- Hipporhinus subcordatus
- Hipporhinus sublineatus
- Hipporhinus subvittatus
- Hipporhinus sulcirostris
- Hipporhinus thoracicus
- Hipporhinus tribulus
- Hipporhinus tuberifer
- Hipporhinus tuberosus
- Hipporhinus turpis
- Hipporhinus vafer
- Hipporhinus wahlbergi
- Hipporhinus verrucellus
- Hipporhinus verrucosus